# Акимов, Михаил Владимирович
Михаи́л Влади́мирович Аки́мов (род. 17 апреля 1992, Омск) — российский шоссейный велогонщик, начиная с 2010 года выступает в гонках континентального тура. В составе таких команд как «Итера-Катюша», «Вертолёты» и «Русвело» неоднократно становился победителем и призёром всероссийских и международных соревнований. Представляет Омскую область, мастер спорта.

## Биография
Михаил Акимов родился 17 апреля 1992 года в Омске. Активно заниматься велоспортом начал в раннем детстве, проходил подготовку в местной детско-юношеской спортивной школе, в разное время тренировался под руководством таких специалистов как А. А. Голиков, М. Е. Редько, Е. А. Попов, Н. Г. Морозов.
Первого серьёзного успеха в шоссейном велоспорте добился в 2010 году, когда завоевал серебряную медаль в групповой гонке на чемпионате России среди юниоров. Помимо этого, принял участие в нескольких многодневных гонках в Италии: стал третьим на «Трофео де ла Виль де Лоано», вторым на «Трофео Буффони», одержал победу на втором этапе «Джиро ди Базиликата». При этом в общем зачёте многодневного всероссийского первенства среди юниоров разместился на четвёртой строке. Год спустя был пятым во втором туре чемпионата России в гонке-критериум, успешно выступил на Кубке Абхазии, где на отдельных этапах финишировал третьим, четвёртым и пятым.
В 2012 году в качестве стажёра Акимов присоединился к российской команде континентального тура «Итера-Катюша», в этот период он стал бронзовым призёром молодёжного чемпионата России в групповой гонке и в индивидуальной гонке с раздельным стартом, проехал веломногодневку «Джиро ди Падания» — лучший результат показал на первом стартовом этапе, когда пришёл к финишу седьмым. Первую половину сезона 2013 года провёл в континентальной команде «Вертолёты», тогда как во второй половине проходил стажировку в профессиональном клубе «Русвело». Наиболее значимые результаты в это время: восьмое место на «Джиро дель Бельведере», четвёртое место на «Трофео Читта ди Вендемиано», пятое место на «Гран-при Сент-Этьен Луар», шестое место на четвёртом этапе «Флеш дю Сюд». На сезон 2014 года вернулся в «Итеру-Катюшу».